# Petar Babić (košarkaš)
Petar Babić (Zagreb, 2. siječnja 1985.) je hrvatski profesionalni košarkaš. Visok je 1,90 i težak 90 kg. Igra na poziciji razigravača, a trenutačno je član košarkaškog kluba Zagreb CO.

## Karijera
Karijeru je započeo u KK Zrinjevcu, gdje je nastupao za mlađe kategorije. Početkom 2004. odlazi u KK Zagreb, a svoj prvi trofej osvaja 2008. u Kupu Krešimira Ćosića.

## Hrvatska košarkaška reprezentacija
Od 2006. član je Hrvatske B-reprezentacije. S hrvatskom B reprezentacijom osvojio je zlatnu medalju na Mediteranskim igrama u Pescari 2009. godine.

## Vanjske poveznice
- Profil na NLB.com
- Profil na KK Zagreb.com